# Pseudothericles jallae
Pseudothericles jallae är en insektsart som först beskrevs av Griffini 1897.  Pseudothericles jallae ingår i släktet Pseudothericles och familjen Thericleidae.

## Underarter
Arten delas in i följande underarter:
- P. j. griffinii
- P. j. jallae